# Reginaldo Romero
Reginaldo Romero (falecido em 1507) foi um prelado católico romano que serviu como Bispo Auxiliar de Sevilha (1488–1507) e Tiberíades (1488–1507).

## Biografia
Reginaldo Romero foi ordenado sacerdote na Ordem dos Pregadores. A 17 de março de 1488, foi nomeado durante o papado do Papa Inocêncio VIII como Bispo Auxiliar de Sevilha e Bispo Titular de Tiberíades. Em julho de 1488, foi consagrado bispo por Diego Hurtado de Mendoza y Quiñones, arcebispo de Sevilha. Serviu como Bispo Auxiliar de Sevilha até à sua morte em 1507.